# Trellis Towers
La Trellis Towers est un gratte-ciel de 102 mètres de hauteur construit à Singapour en 1998.
Il abrite des logements sur 30 étages
C'est le seul gratte-ciel de Singapour en forme d'arche avec la Harbour View Towers.
L'immeuble a été conçu par l'agence d'architecture japonaise Nikken Sekkei et par l'agence  d'architecture américaine KOP Hawaii, Inc.